# Método da dúvida
Método da dúvida é um instrumento metodológico longo associado ao filósofo francês Descartes. O método da dúvida também é conhecido como dúvida metódica, dúvida hiperbólica ou dúvida cartesiana.

## Técnica
O método de dúvida hiperbólica de Descartes incluía:
1. Aceitar apenas informações que você sabe se são verdadeiras.
2. Quebrar essas verdades em unidades menores.
3. Resolver os problemas simples primeiro.
4. Fazer listas completas de outros problemas.

A dúvida hiperbólica significa ter a tendência de duvidar, pois é uma forma extrema ou exagerada de dúvida. Em sua Meditações sobre Filosofia Primeira (1641), Descartes resolveu duvidar sistematicamente de que qualquer uma de suas crenças fosse verdadeiras, a fim de construir, a partir do zero, um sistema de crenças que consistisse apenas em crenças certamente verdadeiras. Considere as linhas iniciais de Descartes em Meditações: 

Já se passaram vários anos desde que me dei conta de que havia aceitado, mesmo desde a minha juventude, muitas opiniões falsas como verdadeiras, e que, consequentemente, o que depois baseei em tais princípios era altamente duvidoso; e desde aquela época eu estava convencido da necessidade de me comprometer uma vez em minha vida de me livrar de todas as opiniões que eu havia adotado, e de começar outra vez o trabalho de construir desde a fundação...

René Descartes, Meditation I, 1641